# Військове мистецтво Стародавнього Єгипту

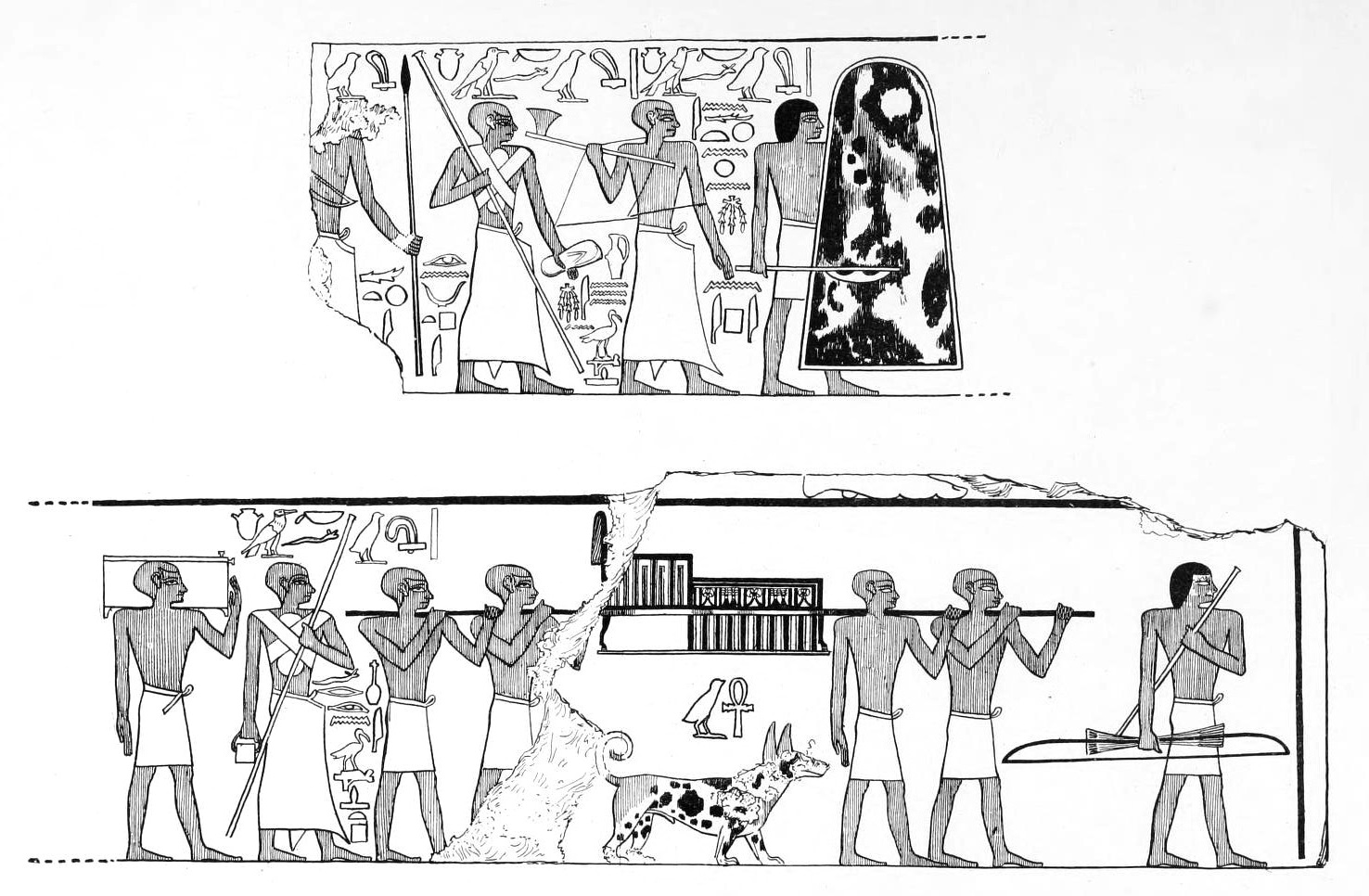
Військові Стародавнього Єгипту

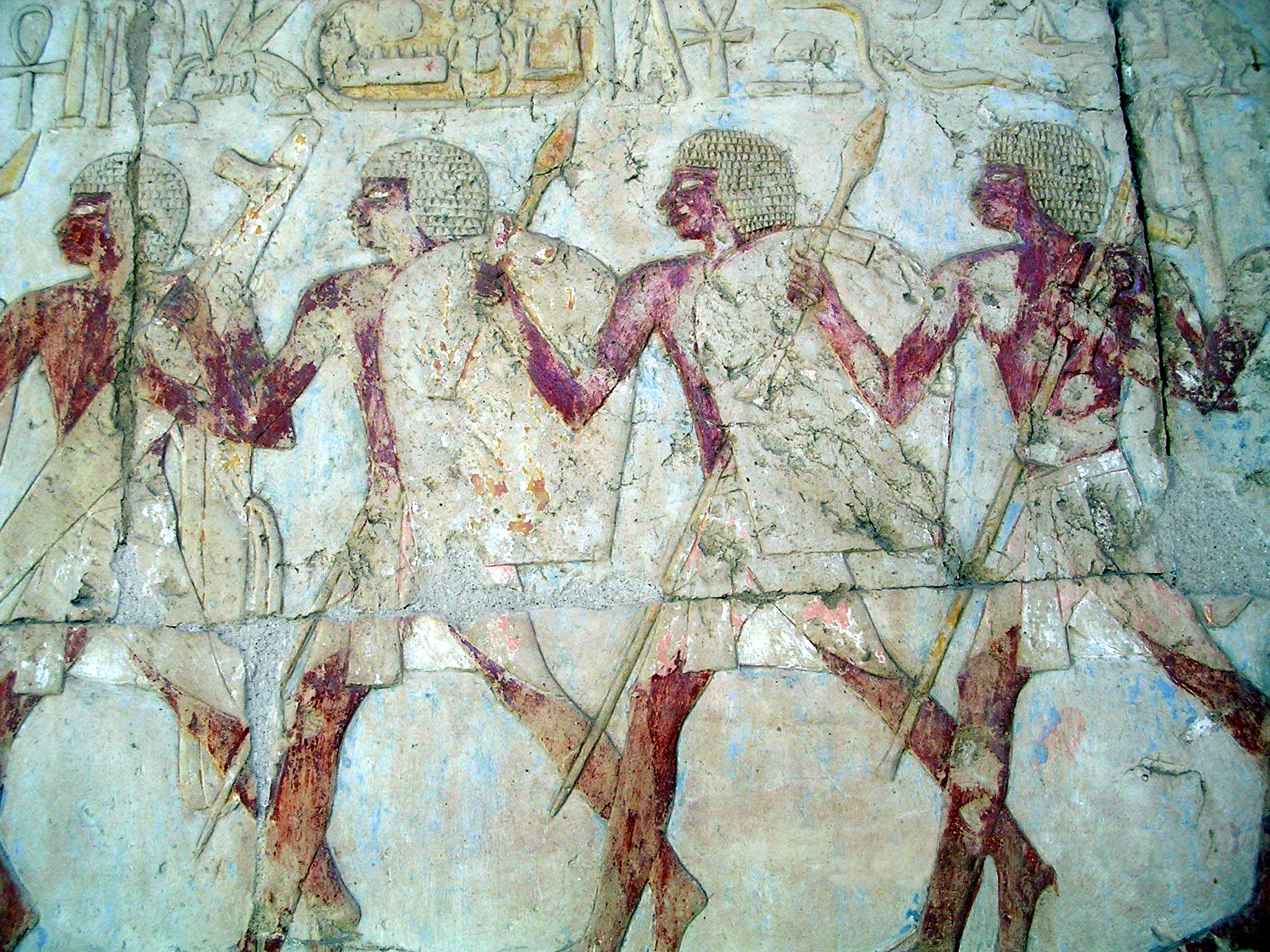

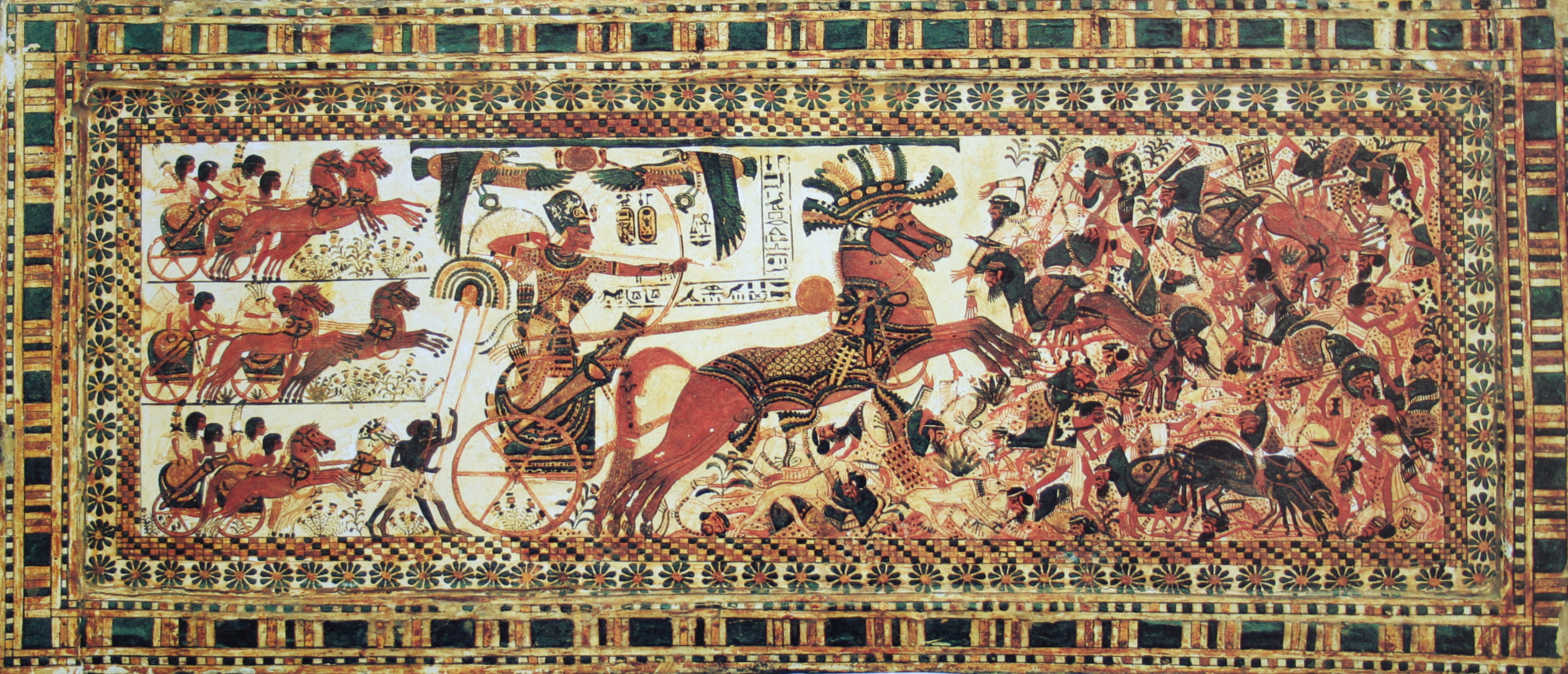
Фараон Тутанхамон, 1327 до н. е.). Розпис по дереву, Каїрський музей

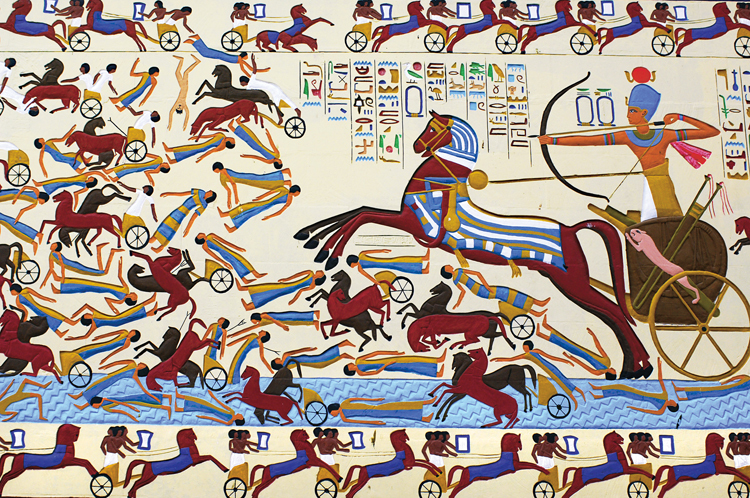
Яхмос I воює проти гіксосів

Військове мистецтво Стародавнього Єгипту — розвиток тактичних засобів та технік, що застосовували збройні сили у різні періоди Стародавнього Єгипту від часу заснування держави в Ранньому царстві до захоплення Єгипту персами. В різні часи коливалося від 10 до 100 тис. вояків.

## Мета і завдання
В основі прагнень фараонів Стародавнього Єгипту лежала завойовницька політика. Єгипет намагався розширити межі на північ і схід, воював з багатьма племенами і народами. Вона була джерелом різних багатств (металів, коштовностей, пахощі, худоби), постачання рабів, щорічною данню з підкорених народів. Все це забезпечувало велике будівництво палаців, храмів, пірамід, яке символізувало потугу фараонів та вищого жрецтва, давало прибуток знаті й воякам. В основі їх могутності та величі лежала політика гноблення.
Тому воювати єгиптянам доводилося часто: як для того, щоб захопити нові землі, а й для утримання того, що було захоплено раніше. Своєю чергою сам Єгипет постійно відчував тиск з боку народів, що його оточували. Так, вторгнення азійців мали місце задовго до приходу гіксосів. Їх набіги визначалися геополітичними, етнічно-релігійними, але головним чином економічними чинниками або природними обставинами. Єгиптяни намагалися не допустити кочові племена Азії до дельти Нілу.
Своєю чергою єгиптяни вели постійні війни з оточуючими народами, прагнучи зміцнити своє панування. Так, їх військо здійснювало походи на південь ще при I династії. Особливо тривалими були походи до Нубії та проти лівійських племен, згодом до Передньої Азії. Вже фараон Сахура спорядив морську експедицію в далеку країну Пунт, що на південь від Червоного моря. Експедиції відбувалися Нілом або суходолом.
Як тільки Єгипет слабшав, він втрачав владу над територіями. З новим піднесенням відбувалися нові походи. Найвідоміші походи часів IV, XI, XII, XVIII, XIX, XXVI династій. Так, при Тутмосі III щороку протягом 20 років в Азію вирушало військо на нові завоювання. Ці походи стали «настільки буденним явищем, як і розлив Нілу». Рамсес II бився з хетами, Фінікією, Палестиною, Сирією.
У війни періоду Нового царства виявилися залучені величезні маси людей. Багато змушені були проводити в походах більшу частину життя. І все ж єгипетське військо не стало професійною організацією, подібною римському війську або грецьким гоплітам. Ймовірно саме з цієї причини в армійському середовищі не сформувалися неписані статути честі, вишкіл військових «офіцерів».

## Організація

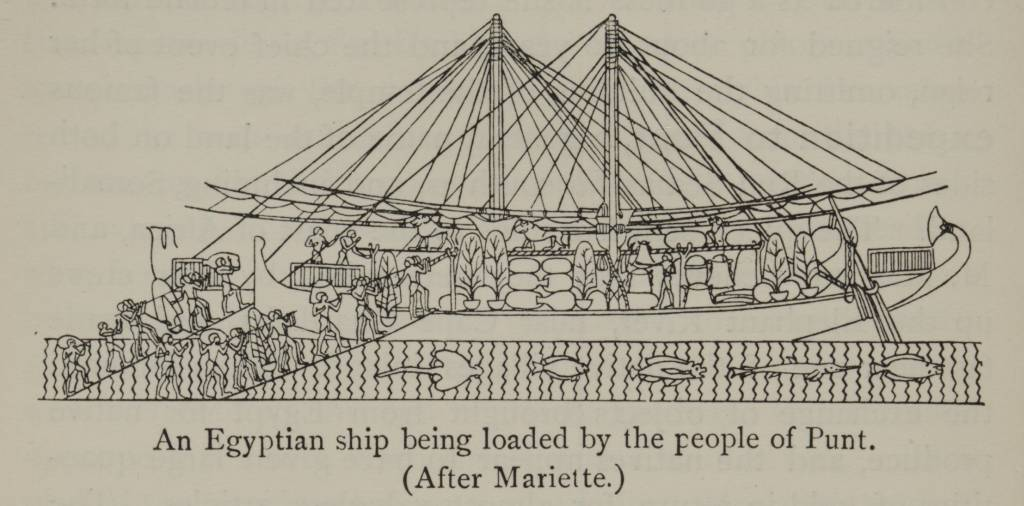
Військовий корабель Стародавнього Єгипту

Давньоєгипетське військо було організовано в формі військових поселень, розташованих на найбільш важливих напрямках: на нижній течії Нілу була найбільша кількість військових поселень, оскільки звідти очікували напади з боку сусідніх азійських держав; у Верхньому Єгипті військових поселень було менше з огляду на те, що тривалий час ефіопи не були серйозним супротивником через свою роздрібленість. При цьому військові частини спиралася на фортеці, їхні форма й будова змінювалися.
Підкорені нубійские племена, що мешкали обабіч Нілу, були зобов'язані поставляти Єгипту певну кількість вояків для несення внутрішньої служби. Під час великих походів фараони посилювали своє військо за рахунок підкорених сусідніх племен.
За Раннього царства фараони не мали великого війська, різними засобами збирали селян для нього. В часи Давнього царства зазвичай формували військо, беручи 1 вояка з кожних 100 осіб чоловічого населення. Завдяки цьому загальна чисельність в цей період становила до 100 тис. вояків, хоча вони ніколи не брали участі в поході одночасно. Зазвичай участь у поході брало військо до 20 тис. осіб. Вони поділялися на загони за видом озброєння. З'явилися підрозділи однаково озброєних вояків — списоносців й лучників.
Організація покращилася з часів Середнього царства. Підрозділи мали певну чисельність: 6, 40, 60, 100, 400, 600 вояків. Загони налічували 2, 3, 10 тисяч воїнів. За перших фараонів XVIII династії (Нове царство) утворюється подібність регулярної армії, в якій кожний великий підрозділ («дивізія») складалося з 10 «бригад» (па-джету) у 500—1000 вояків та 50 «полків» (са-у) по 200—250 вояків в кожному. Відповідна 1 «бригада» дорівнювалася 2 «полкам». Са-у складалися з 4-5 підрозділів по 50 вояків. Останні своєю чергою поділялися на загони у 10 вояків. Кожній з них мав окремий символ. За часів фараона Рамсеса II було 4 «дивізії» (Сета, Ра, Амона, Птаха), відповідно 20-40 тис.
Найдавнішим родом єгипетських військ була піхота. Вона становила головну силу армії Єгипту. Після введення одноманітного озброєння єгипетська піхота складалася з лучників, пращників, списоносців, мечоносців. З часом (з Нового царства) з'явилися частини, що складалися з колісниць, а також кадрові офіцери, корпус зв'язку, служба квартирмейстерів. Кінноти у єгиптян не було, хоча коні в окремих випадках використовувалися.
Елітні частини були представлені колісницями (веререт) і «хоробрими фараона» (на кшталт гвардії). Колісниці поділялися на загони у 25, 50, 150. «Меджаї», представники лівійського племені, складали охорону фараона й поліцію столиці.
У Пізнє царство у фараонів була вже професійне військо, проте воно складалося з найманців — давніх греків та лівійців, при цьому власне єгиптяни становили лише не значну частку війська цього періоду. Так, фараон Псамметих I віддавав перевагу грецьким воїнам. Завдяки найманцям він приборкав непокірних номархов, і завершив у 655 році до н. е. об'єднання Єгипту. Основу в цей час становили вояки, озброєні мечами й довгими щитами, які звалися «мачімой».
Був і потужний військовий флот, особливо з часів XVIII династії. Військові судна мали вітрила і велику кількість весел. Носова частина корабля була пристосована для абордажу і тарану ворожого корабля.
Постачанням військ відав особливий орган. Продукти видавалися зі складів за певними нормами. Існували спеціальні майстерні з виготовлення і ремонту зброї.

### Фортеці

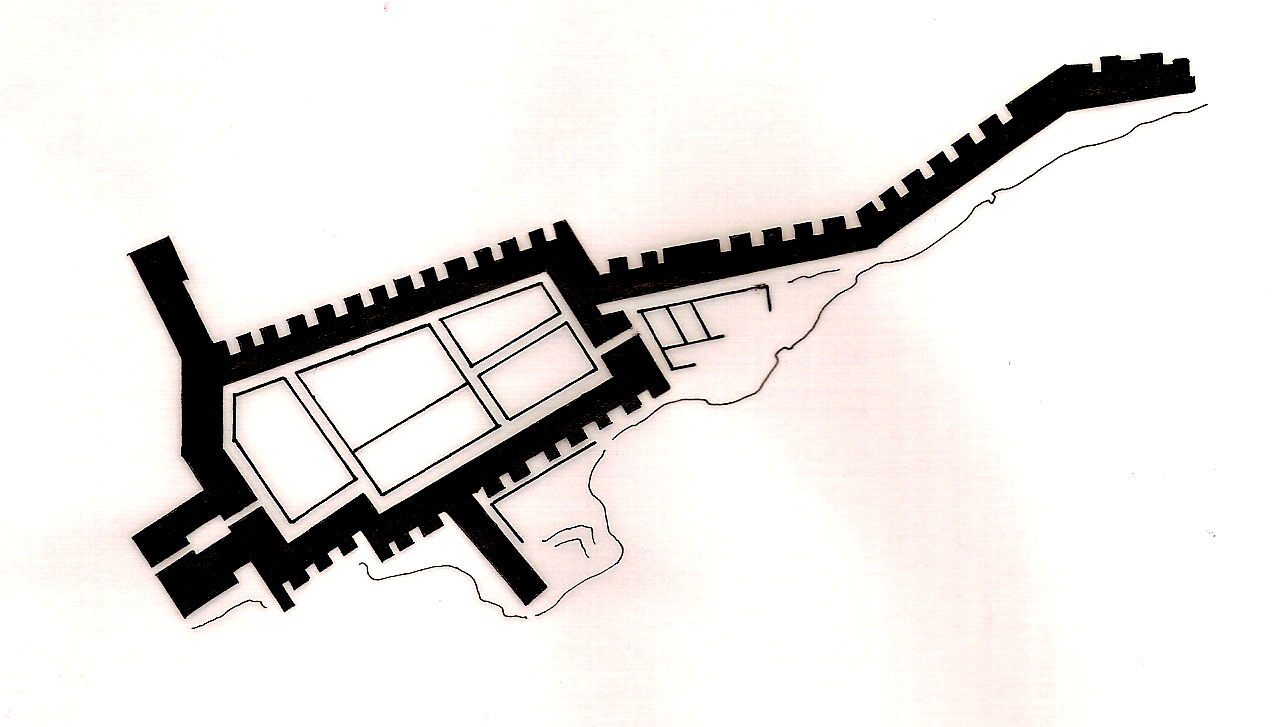
План фортеці

Давньоєгипетські міста не знали захисних стін і оборонних систем протягом більшої частини історії. Це було пов'язано з тим, що їх захищала сама природа — Лівійська пустеля, складний рельєф Синайського півострова або непрохідні болота.
В період Давнього царства були різної форми: коло, овал або прямокутник. Фортечні стіни іноді мали круглі вежі у формі зрізаного конуса з майданчиком нагорі і бруствером. Так, фортеця біля міста Абідос була побудована у формі прямокутника. Довжина її більшою і меншою сторін сягала відповідно 125 і 68 м, висота стін — 7-11 м, товщина в верхній частині — 2 м. У фортеці були 1 головний і 2 додаткових входи. Фортеці в Семне і Кумме були вже складними оборонними спорудами, що мали виступи, стіни і вежу.
З часів Середнього царства з'являються окремі захисні системи, що складалися з фортець. Так, для захисту південного кордону було побудовано 3 лінії фортець. Останні стали досконалішими. Вони тепер мали зубці, які прикривали вояків; башти, що виступали вперед, для обстрілу підступів до стіни; рів, що загрожував підхід до стіни. Фортечні ворота були захищені вежами. Для вилазок влаштовувалися невеликі виходи. Велика увага приділялася постачанню залоги фортеці водою. Для цього влаштовувалися колодязі або приховані виходи до річки.
Найбільш характерною є фортеця в Міргіссе, побудована у формі прямокутника. Вона мала внутрішню стіну заввишки 10 м з вежами, що виступали і розташовувалися на відстані 30 м одна від одної, також рів завширшки 8 м. На відстані 25 м від внутрішньої стіни була зовнішня стіна, яка охоплювала фортеця з 3 боків, а з четвертого боку знаходилася скеля, яка круто обривалася до річки. Зовнішня стіна була оточена ровом завширшки 36 м. Крім того, на скелястих виступах були побудовані висунуті вперед стінки, що прилягали до кутів фортеці й дозволяли контролювати підступи з боку річки. Дві інші стінки захищали головний вхід до фортеці.

### Посади
Головнокомандувачем війська був фараон або його старший син. Лише у часи Нового царства з'являються військові посади: херу па-джет («начальника бригади» — па-джету). На чолі са-у («полків») стояв тжах-серут. Очільник са-у, що стояли у передній лінії, починали битви, носив «звання» начту-аа («велика, сильна людина»).
Відбірні частини, що складалися з колісниць підпорядковувалися спеціальним військовикам. Загін у 25 колісниць очолював «візник палацової колісниці», 125—150 — «прапороносець візника», значніші частини: «полк» у 200—250 колісниць очолював «командир колісниць полку», більше 500 — «па-гереру».

## Вояки та їх підготовка
Спочатку основу збройних загонів становили вільні члени сільських громад, мали земельні наділи (на кшталт посполитого рушення), частково військо формувалося за рахунок залучення чорношкірих найманців. Єгиптяни не були дуже войовничими, особливо що стосувалося закордонних походів. Тому відомі випадки дезертирства.
Постійні загони знаходилися на службі у фараона й великих храмів. Для походів військо збиралося з Верхнього і Нижнього Єгипту, з числа племен Сучасного Судану та Лівії, згодом Криту, Кікладських островів, міст Еллади.
В мирний період вояки займалися бойовою підготовкою, якою опікувався спеціальний начальник військового навчання. До військової служби готувалися замолоду. Широко застосовувалися покарання палицями. Щоб здобути навички і загартування, вояки робили марш-кидки, пробігаючи по 180 стадій. Охоронці фараона, окрім доходів з земельних наділів, отримували щодня по 5 мін хліба, по 2 міни яловичини, 4 арістери вина на кожного.

## Озброєння

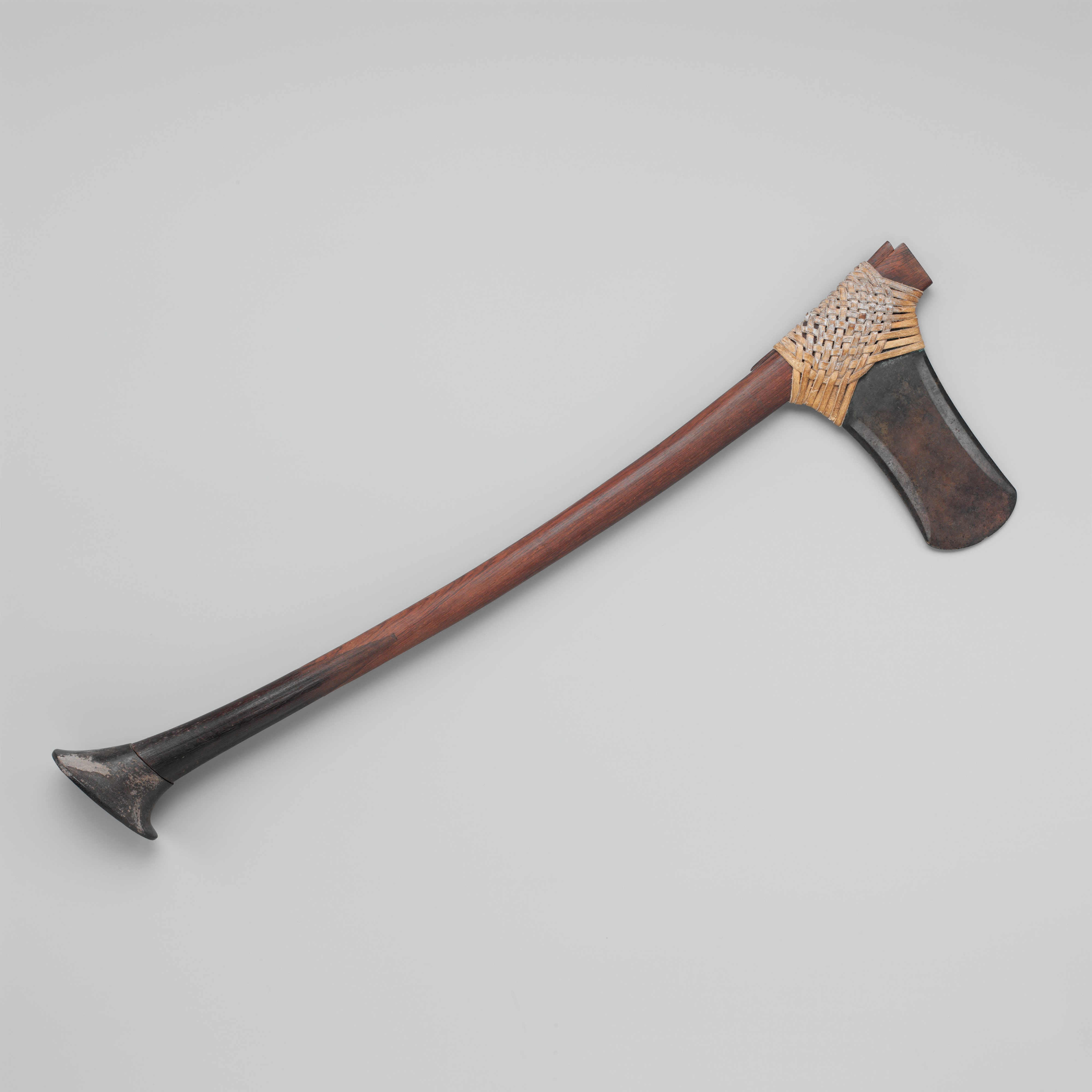
Сокира, XVIII династія (бл. 1504—1447 до н. е.)

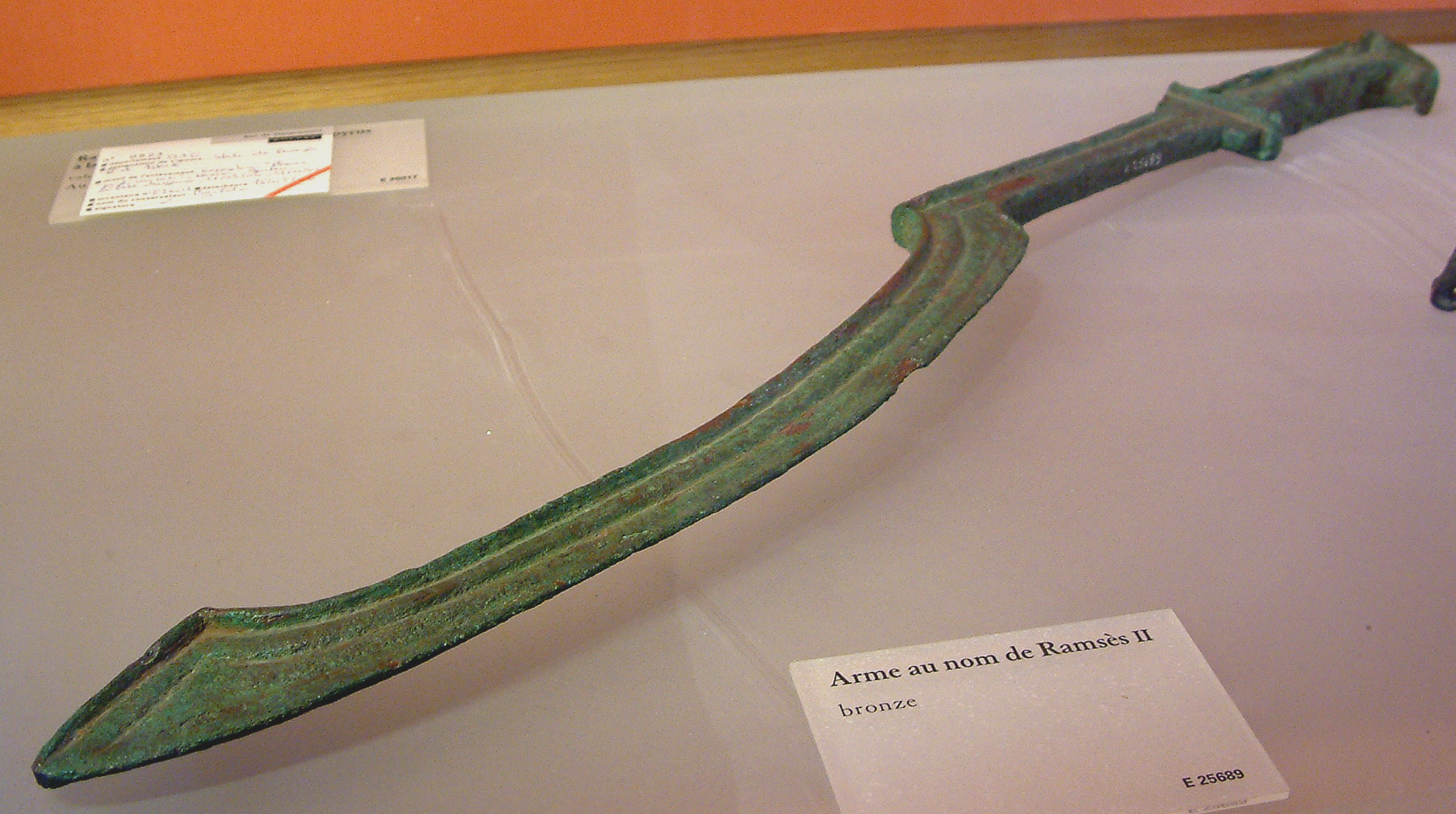
Хопеш, Нове царство

### Атакувальне
У час Раннього царства широко застосовувався бумеранг. Основною зброєю служили лук і бойова сокира. На озброєнні вояків Давнього царства були булава з кам'яним кінцем, бойова сокира з міді, спис з кам'яним наконечником, кинджал з каменю або міді.
В часи Середнього царства якість зброї дещо поліпшилася з врахування підвищення якості обробки металів. Списи і стріли мали тепер наконечники з бронзи. Зброя ударної дії залишалася незмінною: бойова сокира, спис завдовжки до 2 м, булава і кинджал. Як метальна зброя застосовувалися спис, бумеранг, праща з камінням, лук. З'являється посилений лук хеттського походження, який підвищував дальність польоту стріли і точність її потрапляння. Стріли мали наконечники різної форми і пір'я: довжина їх коливалася від 55 до 100 см. Прицільний постріл з лука був ефективний на дистанції 150—180 метрів, найкраща влучність бумеранга і метальної списи досягалася на дистанції 50 метрів.
У період Нового царства більша частина вояків давньоєгипетського війська була озброєна кривими мечами (кхепеш), значну роль в бою грав лук. Важливою частиною війська стали бойові колісниці. Колісниця являла собою дерев'яний майданчик розміром 1×0,5 м на 2 колесах, до якої наглухо прикріплялося дишло. Передня частина та борта колісниці обшивалися шкірою, що захищало від стріл ноги вояків загону, який складався з візника (кеджен) і стрільця (сенені). У колісницю впрягали 2 коней.

### Захисне
Як захисне озброєння вояки Давнього і Середнього царств мали дерев'яний щит, обтягнутий шкірою, заввишки в навпіл людського зросту.
Зі спорядження в період Нового царства з'являється особливий щиток для захисту живота, який складався з нашитих одна на одну і яскраво розфарбованих шматків шкіри, і вбрання, подібне сорочці, обшите шкіряними смугами. На гладенько поголену голову надягала смугаста головний убір з металевими виступами або щось на кшталт шолома зі смугастої шкіри. Цей шолом захищав також потилицю. Також вояк мав шолом і панцир зі шкіри з прикріпленими бронзовими пластинками, а також щити, незграбні внизу, закруглені зверху і забезпечені віконцем для спостереження.

## Військо в бою
Вже в період Давнього царства єгиптяни застосовували шикування в бою шеренгами. Всі вояки в лаві мали однакову зброю. В часи Середнього царство військо рухалися колоною у 4 вояки в ряду по фронту і в 10 шеренг глибиною. За Нового царства з'являється шикування піхоти, рух її став ритмічними, що різко впадає в очі у всіх зображеннях єгипетських вояків цього періоду. Під час походу військо поділялося на кілька загонів, які рухалися колонами. Вперед обов'язково висилалась розвідка. При зупинках єгиптяни влаштовували укріплений табір з щитів.
У давньоєгипетському війську дослідники вбачають основи бойових порядків, які полягали в продуманому розміщенні на поле бою колісниць, загонів лучників, списоносців, пращників. За Нового царства бій розв'язували бойові колісниці, за якими рухалася піхота; третю лінію знову становили бойові колісниці як бойова підтримка.
При штурмі фортець в часи давнього і Середнього царства застосовували спеціальні драбини з дерев'яними дисковими коліщатками, що полегшували їх встановлення й пересування уздовж кріпосної стіни. Пробоїну в фортечних мурах робили великими ломами. Фараони Нового царства при штурмі міст застосовували шикування відоме під назвою «черепаха» — навіс з щитів, що прикривав вояків зверху, а також таран, вінею (низький навіс з виноградних лоз, вкритих дерном, для захисту вояків при облогових роботах) і штурмову драбину. Втім облога тривало багато місяців — 7-9.

### Відомі військовики
Зазвичай військо очолювали самі фараони. Тому відомий перелік володар Стародавнього Єгипту, що уславилися талантами й звитягою. Водночас збереглися імена військовиків, котрі фактично керували військом фараона.
- Снофру
- Сасенет, військовик часів VI династії
- Уна, військовик часів VI династії
- Сенусерт I
- Сенусерт III
- Аменемхет I
- Інтеф, військовик часів XI династії
- Нессумонту, військовик часів XII династії
- Камос
- Яхмос I
- Тутмос I
- Тутмос III
- Джехуті, військовик XVIII династії
- Нахтмін, військовик часів XVIII династії
- Аменхотеп II
- Сеті, військовик часів Рамсеса I
- Хоремхеб
- Рамсес III
- Яхмос II

## Нагороди

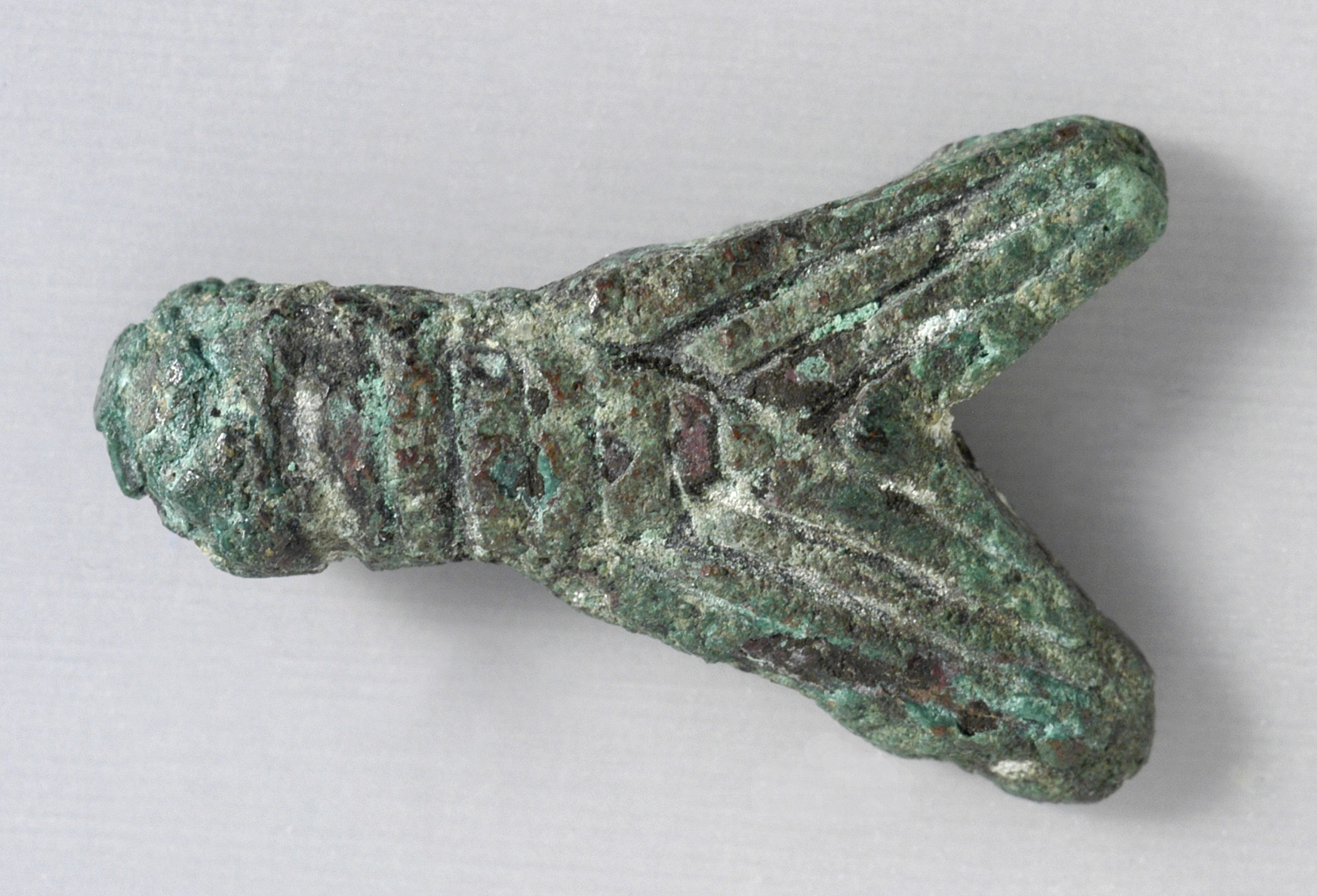
Давньоєгипетська «медаль»-«муха»

Є відомості щодо заохочення рядових вояків за вислугу років — їм виділяли ділянки землі, що дорівнювалися 12 арур (100 квадратних єгипетських ліктів), яка не обкладалася податком (з кінця Нового й за Пізнього царства), а також своєрідні «медалі» у вигляді мухи. Воєначальники за свої заслуги просувалися по службі, отримували землю, худобу, рабів або нагороджувалися «золотою похвалою» (на кшталт ордена) і прикрашеною бойовою зброєю.